# Parapalos
Parapalos es una película coproducción de Bélgica y Argentina filmada en colores dirigida por Ana Poliak sobre su propio guion escrito en colaboración con Santiago Loza. Fue estrenada en el Buenos Aires Festival Internacional de Cine Independiente en abril de 2004, ocasión en que, además de obtener la Mención Especial de FIPRESCI, fue el primer filme argentino en ganar el Premio a la Mejor Película en la competencia internacional y también obtuvo el Gran Premio a la Mejor Película Extranjera compartido con El sabor del té en el Festival de Cine de Turín 2004.

## Sinopsis
Un joven llegado a Buenos Aires desde una provincia del interior del país, encuentra un trabajo como “parapalos”, levantando los bolos y devolviendo las bolas en una de las pocas boleras manuales que quedan en la ciudad. Su curiosidad por los otros hace que escuche las historias y pensamientos filosóficos de sus colegas mayores del lugar. El Turco, una especie de maestro siempre de buen humor, Nippur, mezcla de hippy y heavy metal lleno de sueños y contradicciones, Daniel que irradia serenidad y calidez, Quiroga, Nancy, la prima con la que comparte un modesto departamento. Ellos podrían estar marginados y ser indiferentes a la sociedad, pero de alguna manera cada uno se preocupa por los demás.

## Reparto
Participaron del filme los siguientes intérpretes:
- Adrián Suárez
- Nancy Torres
- Roque Chappay
- José Luis Seytón Guzmán
- Armando Quiroga
- Dorian Waldemar

## Comentarios
Roger Koza opinó del filme:

“Una de las grandes películas secretas del cine argentino reciente y uno de los mejores retratos del trabajo que ha dado la cinematografía nacional. En Parapalos Ana Poliak cuenta la historia de Adrián, un joven que llega del interior para empezar a trabajar en Buenos Aires. Ya en el extraordinario plano secuencia inicial, en el que Adrián espera completamente desnudo por su revisación médica, requisito elemental para conseguir un empleo, está la cifra del film: el cuerpo y su fuerza de trabajo. Adrián conseguirá un puesto en un bowling barrial; primero aprenderá el oficio de sus pares y después lo ejercerá. La precisión geométrica de la puesta en escena es asombrosa: la cancha de bowling funciona como un perímetro que establece una distancia física y simbólica entre quienes juegan y quienes trabajan. La inteligencia sensible de Poliak consiste en descubrir el contracampo del juego: se trata tanto de observar los hábitos corporales de los trabajadores como de escuchar los discursos con los que interpretan su labor.

Ana Poliak en la nota de Clarín expresó:

"Todos los trabajos son invisibles a los ojos de aquellos que disfrutan de lo que el obrero produce. El bowling manual, parece ser casi una puesta en escena de este fenómeno. Los clientes están jugando, se están divirtiendo y son casi inconscientes de que al otro lado de la pista hay personas trabajando en condiciones casi infrahumanas. Me interesaba hablar de esto en forma sutil y casi sin mostrar a los jugadores, lo que sería el “contracampo” de la imagen que todos tenemos de un bowling”.

Diego Lerer en Clarín escribió:

"Lo más interesante del filme está en su casi asiática rigurosidad visual para sostenerse dentro de un universo extraño y cerrado…con un ritmo que le es propio, sin dejar que nada exterior lo altere de manera falsamente dramática o narrativa. Esa rigurosidad se pierde un poco a la hora del lenguaje. Allí…exagera el interés que despierta el anecdotario y el universo apenas simpático de los que rodean al protagonista.”

Diego Batlle en La Nación escribió:

"…Puede irritar a cierto público por su aridez y la sequedad, pero termina imponiéndose por el rigor, la audacia y la capacidad de Poliak para descubrir una gran historia donde nadie parece verla.”